# Moritz Leuenberger
Moritz Leuenberger (ur. 21 września 1946 w Biel/Bienne) – szwajcarski polityk, członek Szwajcarskiej Rady Związkowej od 1995 do 2010, prezydent Szwajcarii w roku 2001 oraz w 2006.

## Życiorys
Moritz Leuenberger po ukończeniu studiów prawniczych Zurychu do 1991 prowadził praktykę adwokacką. Wstąpił do Socjaldemokratycznej Partii Szwajcarii (SPS) i w latach 1972–1980 był jej przewodniczącym w Zurychu. W latach 1974–1983 zasiadał w radzie miejskiej Zurychu. W 1979 został wybrany deputowanym do Rady Narodowej, którym pozostał do 1995.
27 września 1995 jako przedstawiciel Socjaldemokratycznej Partii Szwajcarii z kantonu Zurych został członkiem Szwajcarskiej Rady Związkowej. Od 1995 kierował departamentem środowiska, transportu, energii i komunikacji (do 1998 jako departament transportu, energii i komunikacji). Pełnił funkcję przewodniczącego Szwajcarskiej Rady Związkowej (Prezydent Szwajcarii) w 2001. W grudniu 2004 został wybrany na wiceprzewodniczącego na rok 2005. W 2006 ponownie był przewodniczącym Rady Związkowej i prezydentem kraju.
9 lipca 2010 ogłosił swoją rezygnację ze stanowiska w Radzie Związkowej, oraz z funkcji wiceprezydenta. 1 listopada 2010 w radzie zastąpiła go Simonetta Sommaruga, zaś Micheline Calmy-Rey na funkcji wiceprezydenta.